# José Francisco Jovel
José Francisco Jovel Cruz (ur. 26 maja 1951) – były salwadorski piłkarz grający na pozycji obrońcy.

## Kariera klubowa
W czasie kariery piłkarskiej José Francisco Jovel występował w salwadorskich klubach C.D. Luis Angel Firpo, Águila San Miguel i ponownie C.D. Luis Angel Firpo. Z drużyną Águila San Miguel zdobył Mistrzostwo Salwadoru 1983.

## Kariera reprezentacyjna
José Francisco Jovel występował w reprezentacji Salwadoru w latach 1976–1986. W 1976 i 1977 uczestniczył w eliminacjach do Mistrzostw Świata 1978. W 1980 i 1981 uczestniczył w zakończonych sukcesem eliminacjach do Mistrzostw Świata 1982. Na Mundialu w Hiszpanii wystąpił we wszystkich trzech spotkaniach grupowych z Węgrami, Belgią i Argentyną.
Później uczestniczył w eliminacjach do Mistrzostw Świata 1986.